# Austrheim
Austrheim este o comună din provincia Hordaland, Norvegia.